# Villata
Villata är en ort och kommun i provinsen Vercelli i regionen Piemonte, Italien. Kommunen hade 1 564 invånare (2018).